# Duane Eddy
Duane Eddy (Corning, New York, 26. travnja 1938. – Franklin, Tennessee, 30. travnja 2024.) bio je američki gitarist, pionir rock glazbe, dobitnik je brojnih priznanja za doprinos glazbi, između ostalog Gramy, a uvršten je i u Rock and Roll kuću slavnih (Rock and Roll Hall of Fame) 1994. kao najuspješniji rock and roll instrumentalist svih vremena.

## Životopis
Počeo je svirati gitaru s pet godina, oponašajući svog kaubojskog heroja Gene Autrya. 1951. obitelj mu se seli u Arizonu, tamo 1954., u mjestu Coolidge, Eddy upoznaje lokalnog disk jockeya Lee Hazlewooda, koji će mu postati životni partner, koautor njegovih skladbi i njegov producent.
Duane Eddy prvi je iskoristio novi neobični zvuk električne gitare i upotrijebio ga kao solistički instrument. Samim tim učinio je puno za popularizaciju rock glazbe, jer duboki reski tonovi njegove gitare koji prati veliki orkestar s gudačima u pozadini bili su pravi hit krajem pedesetih godina prošlog stoljeća. Koristio je jednostavne dramatske melodije od jedne note, za svoje gitarističke melodije.
Popularnost je stekao skladbom iz 1958. Moovin' and Groovin’. 1959. snimio je svoj prvi album Have Twangy Guitar Will Travel, koji se popeo na #5, i ostao cijelih 82 tjedana na tom mjestu. 1960., britanski glazbeni časopis "New Musical Express" izabrao ga je za Svjetskog glazbenika broj jedan, skinuo je Elvis Presleya s te pozicije. 
Te iste godine snimio je glazbenu podlogu za film Because They're Young. naslovna skladbe postala je Eddyev najveći uspjeh, zauzevši  #4. Rebel 'Rouser popela se na #6, a Forty Miles Of Bad Road na #9 ( u razdoblju 1958. – 1959.). 
Duane Eddy snimio je preko 25 albuma vrlo različitog glazbenog ugođaja, na vrhuncu popularnosti rock glazbe snimio je potpuno anakroni album s akustičnom gitarom  Songs Of Our Heritage. Tijekom 1960-ih počeo je snimati filmove;  A Thunder of Drums, The Wild Westerners, Kona Coast i The Savage Seven, a pojavio se je i kao glumac u TV seriji  ( Have Gun - Will Travel ).  
Od sedamdestih radi s drugim poznatim glazbenicima na vrlo različitim projektima, od koncertriranja do snimanja.
Tokom vremena, postaje sve više institucija i svira samo u rijetkim i vrlo svečanim prilikama, dobiva bezbrojne nagrade i priznanja.

## Gitare s potpisom Duana Eddya
Duane Eddy je prvi gitarist kome po kome su nazvani modeli gitara.
- 1960., proizvođač Guild Guitars, predstavio je modele gitara  ( ograničenu seriju s potpisom) Duana Eddya;  model DE-400 i delux model DE-500.
- 1997. proizvođač Gretsch Guitars, počeo je s proizvodnjom modela gitare Duane Eddy, DE-6120.
- 2004. proizvođač Gibson, predstavio je model gitare s potpisom Duane Eddya.

## Diskografija

### singl ploče (objavljene u Americi)
| Godina | Naziv                               | Pozicija na top ljestvici |
| ------ | ----------------------------------- | ------------------------- |
| 1958   | "Movin' N' Groovin"                 | 72                        |
| 1958   | "Rebel Rouser"                      | 6                         |
| 1958   | "Ramrod"                            | 27                        |
| 1958   | "Cannonball"                        | 15                        |
| 1959   | "The Lonely One"                    | 23                        |
| 1959   | "Yep!"                              | 30                        |
| 1959   | "Forty Miles Of Bad Road"           | 9                         |
| 1959   | "The Quiet Three"                   | 46                        |
| 1959   | "Some Kind-A Earthquake"            | 37                        |
| 1959   | "First Love, First Tears"           | 59                        |
| 1960   | "Bonnie Came Back"                  | 26                        |
| 1960   | "Shazam!"                           | 45                        |
| 1960   | "Because They're Young"             | 4                         |
| 1960   | "Kommotion"                         | 78                        |
| 1960   | "Peter Gunn"                        | 27                        |
| 1961   | "Pepe"                              | 18                        |
| 1961   | "Theme From Dixie"                  | 39                        |
| 1961   | "Ring Of Fire"                      | 84                        |
| 1961   | "Drivin' Home"                      | 87                        |
| 1961   | "My Blue Heaven"                    | 50                        |
| 1962   | "Deep In The Heart Of Texas"        | 78                        |
| 1962   | "The Ballad Of Paladin"             | 33                        |
| 1962   | "Dance With The Guitar Man"         | 12                        |
| 1963   | "Boss Guitar"                       | 28                        |
| 1963   | "Lonely Boy, Lonely Guitar"         | 82                        |
| 1963   | "Your Baby's Gone Surfin"           | '93                       |
| 1964   | "The Son Of Rebel Rouser"           | 97                        |
| 1977   | "You Are My Sunshine"               | 50                        |
| 1986   | "Peter Gunn" (s "The Art of Noise") | 50                        |

### Albumi
- Have "Twangy" Guitar--Will Travel (#5) -- Jamie JLP-3000 (Mono)/JLPS-3000 (Stereo) -- 1958
- Especially For You (#24) -- Jamie JLPM-3006/JLPS-3006 -- 1959
- The "Twangs" the "Thang" (#18) -- Jamie JLPM-3009/JLPS-3009 -- 1959
- Songs of Our Heritage -- Jamie JLPM-3011/JLPS-3011 -- 1960
- $1,000,000.00 Worth of Twang (#10) -- Jamie JLPM-3014/JLPS-3014 -- 1960
- Girls! Girls! Girls! (#93) -- Jamie JLPM-3019/JLPS-3019 -- 1961
- $1,000,000.00 Worth of Twang, Volume 2 -- Jamie JLPM-3021/JLPS-3021 -- 1962
- Twistin' With Duane Eddy -- Jamie JLPM-3022/JLPS-3022 -- 1962
- Twistin' 'N' Twangin (#82) -- RCA LPM-2525 (Mono)/LSP-2525 (Stereo) -- 1962
- Twangy Guitar - Silky Strings (#72) -- RCA LPM-2576/LSP-2576 -- 1962
- Surfin' -- Jamie JLPM-3024/JLPS-3024 -- 1963
- Duane Eddy & The Rebels--In Person -- Jamie JLPM-3025/JLPS-3025 -- 1963
- Dance with the Guitar Man (#47) -- RCA LPM-2648/LSP-2648 -- 1963
- "Twang" a Country Song -- RCA LPM-2681/LSP-2681 -- 1963
- "Twangin'" Up a Storm! (#93) -- RCA LPM-2700/LSP-2700 -- 1963
- 16 Greatest Hits -- Jamie JLPM-3026/JLPS-3026 -- 1964
- Lonely Guitar (#144) -- RCA LPM-2798/LSP-2798 -- 1964
- Water Skiing -- RCA LPM-2918/LSP-2918 -- 1965
- Twangin' The Golden Hits -- RCA LPM-2993/LSP-2993 -- 1965
- Twangsville -- RCA LPM-3432/LSP-3432 -- 1965
- The Best of Duane Eddy -- RCA LPM-3477/LSP-3477 -- 1965
- Duane-A-Go-Go -- Colpix CP-490 (Mono)/CPS-490 (Stereo) -- 1965
- Duane Eddy Does Bob Dylan -- Colpix CPL-494/CPS-494 -- 1965
- The Biggest Twang Of All -- Reprise R-6218 (Mono)/RS-6218 (Stereo) -- 1966
- The Roaring Twangies -- Reprise R-6240/RS-6240 -- 1967
- The Vintage Years -- Sire SASH-3707-2 -- 1975
- Pure Gold -- RCA ANL1-2671 -- 1978
- Duane Eddy -- Capitol ST-12567 -- 1987

## Nastupi u filmovima
- Because They're Young (1960)
- A Thunder of Drums (1961)
- The Wild Westerners (1962)
- The Savage Seven (1968)
- Kona Coast (1968)

## Vanjske poveznice
- tekst iz Encyclopedie Britannice
- Intervju s Duanom Eddyem 2005